# فرنسيس تشان
فرنسيس تشان (بالإنجليزية: Francis Chan)‏ هو مؤلف أمريكي، ولد في 31 أغسطس 1967 في هونغ كونغ في الصين.

## وصلات خارجية
- الموقع الرسمي